# あやしいわーるど@クリスマス島
あやしいわーるど＠クリスマス島とは、あやしいわーるど電子掲示板群の内の一つである。

## 概要
管理人は（ほえこ）で、AGStartの独裁的性質に反発した住人が外部に立てた1999年9月26日開設の「とりあえず退避用」→「あやしいわーるど@？？？」→「あやしいわーるど@わかな」が前身。掲示板名はクリスマス島でなく日本のアニメーション作品にちなんで変化させたものであることが多い。
通称「島」もしくは「クリ島」で、閉鎖的な雰囲気のため常駐者数・ログ量は少ない。「しば」氏管理時代からの住人が多く懐古ネタが中心。ここの常駐者は「島民」「クリット」と呼ばれる。新規参加者に対する放置が徹底されている。かつては最多の参加者数を誇っていたが、現在はかなり人数が減っている上に度々掲示板の閉鎖騒動が起きる等の出来事が続き、ある意味不安定な状態になっているが、管理人に本当に閉鎖する気があるのかは疑問視されている。
2007年3月から掲示板の名称を「あやしいわーるど iDOLM@STER」に変更（TOPページの表記や、＠クリスマス島内の他の掲示板については変更せず、クリスマス島の名称をそのまま用いている）。あやしいわーるど iDOLM@STER、あやしいわーるど@unix クリスマス島出張所、あやしいわーるど@ぷちこ、りみくす@くりすます島という4つの掲示板から成る。